# Палмер, Роберт (писатель)
Роберт Франклин Палмер-младший (англ. Robert Franklin Palmer Jr., род. 19 июня 1945, Литл-Рок, Арканзас, США — 20 ноября 1997, Валгалла, Нью-Йорк, США) — американский музыкант, писатель и журналист. Наиболее известен как автор нескольких книг, музыкальный обозреватель изданий The New York Times и Rolling Stone, продюсер ряда блюзовых альбомов, а также кларнетист группы The Insect Trust. В 2009 году был опубликован сборник «Blues & Chaos: The Music Writing of Robert Palmer», под редакцией Энтони Декёртиса, основанный на воспоминаниях Палмера.

## Детство и юность
Палмер родился в Литл-Роке, штат Арканзас, в семье музыканта и школьного учителя, Роберт Палмер-старшего. В 1960-х он был активистом движения за гражданские права и мир в Студенческим ненасильственном координационном комитете. В 1964 году Палмер окончил университет Литл-Рока (позже переименованный в Арканзасский университет в Литл-Роке). Вскоре после этого он основал психоделическую группу The Insect Trust, вместе с Нэнси Джеффрисом, Биллом Бартом и Люком Фаустом, звучание которой представляло смесь джаза, фолка и блюза с рок-н-роллом. В 1968 году музыканты записали одноимённый альбом на лейбле Capitol Records. Несмотря на то, что Палмер не стал продолжать активную музыкальную карьеру, на протяжении всей своей жизни он продолжал выступать и записываться вместе с другими исполнителями.

## Дальнейшая карьера
В начале 1970-х Палмер стал редактором журнала Rolling Stone. Несколько лет спустя он стал первым штатным рок-обозревателем в The New York Times, считаясь главным музыкальным критиком газеты в период с 1976 по 1988 годы.
Продолжая работать в качестве журналиста в Rolling Stone и нескольких киножурналов он параллельно начал преподавать курсы по музыкальной этнографии и американской музыке в ряде колледжах, в том числе в Миссисипском университете. В начале 1990-х годов он также начал продюсировать блюзовые альбомы для музыкантов лейбла Fat Possum Records, в том числе Р. Л. Бёрнсайда и Джуниора Кимбро. В период с 1988 по 1992 годы Паркер жил близ Мемфиса, он провел около шести месяцев в загородном поместье недалеко от Покахонтаса, штат Арканзас, в 150 милях к северо-востоку от Литл-Рока, прежде чем переехать (в начале 1993 года) в Новый Орлеан, где жил вплоть до своей смерти.
Палмер является автором нескольких книг, две наиболее известных — исторические исследования «Deep Blues» (1982) и «Rock & Roll: An Unruly History» (1995), последняя выпускалась параллельно с телевизионным сериалом «Rock & Roll» 1995 года, во время создания которого он выступал в качестве главного консультанта (не путать с «All You Need Is Love: The Story of Popular Music», документальным сериалом об истории современной поп-музыки режиссёра Тони Палмера).
В 1985 году, друзья Палмера, Кит Ричардс и Ронни Вуд позвали его записать партию кларнета для песни «Silver and Gold» группы U2 выпущенной на сборнике Sun City, выпущенного в поддержку движения «Артисты против апартеида».
На протяжении всей своей жизни Палмер публиковал научные заметки посвящённые альбомам десятков лучших джазовых, блюзовых, рок-н-ролльных и этнических музыкальных исполнителей, включая Сэма Риверса, Чарльза Мингуса, Майлза Дэвиса, Йоко Оно, Джона Ли Хукера, Альберта Кинга, Бо Дидли, Рэя Чарльза, Орнетта Коулмана, Master Musicians of Jajouka, Ла Монте Янга и многих других.
Палмер работал сценаристом, рассказчиком и музыкальным директором документальных фильмов «The World According to John Coltrane» (где он также выступил в роли режиссёра, совместно с Тоби Байроном) и «Deep Blues» (основанном на одноимённой книге его же авторства). Кроме того, он написал книгу о Джерри Ли Льюисе под названием «Jerry Lee Lewis Rocks».
Палмер умер от заболевания печени в медицинском центре округа Уэстчестер в Валгалле, штат Нью-Йорк, 20 ноября 1997 года.
В 2009 году дочь Палмера, Августа, сняла документальный фильм «The Hand of Fatima» (2009) о дружбе её отца с музыкантами группы Master Musicians of Jajouka.